# Мы из будущего 2
«Мы из будущего 2» — художественный фильм о попаданчестве, продолжение фильма «Мы из будущего».

## Сюжет
В процессе раскопок бывшие «чёрные копатели», а ныне законные археологи Сергей Филатов по кличке «Борман» (Игорь Петренко) и Олег Васильев по кличке «Череп» (Владимир Яглыч) находят неотправленное письмо времён Великой Отечественной войны. Доставляя письмо погибшего его внучке, Череп видит среди военных фотографий фотографию Нины, возлюбленной Бормана, которую они считали погибшей в 1942 году. На фото у Нины погоны, введённые только в 1943 году. Узнав, что Нина выжила, Филатов хочет вернуться в прошлое.
Вместе друзья отправляются на Украину для участия в исторической реконструкции боёв на Украинском фронте (прорыв «бродовского котла» в рамках Львовско-Сандомирской операции). Среди участников находятся также и агрессивный украинский националист из Западной Украины Тарас (Алексей Барабаш) со своим слабохарактерным товарищем, сыном депутата Верховной Рады Серым (Дмитрий Ступка). Тарас и Серый с первых минут начинают всячески провоцировать Васильева и Филатова на конфликт.
В ночь перед реконструкцией Тарас и Серый гуляют по лесу, где находят советский памятник погибшим солдатам. Тарас видит там фамилию Серого и спрашивает, не его ли это дед. Серый отвечает, что нет, и Тарас разрушает памятник.
Во время реконструкции боёв Филатов просится на высоту, где находился заброшенный особняк, куда рвались выходящие из окружения немцы и бойцы дивизии СС «Галичина», но получает отказ со стороны организатора майора Терёхина (Михаил Лукашов). Филатов приводит Васильева на остатки укреплений, где в 1944 году держал оборону майор Дёмин. Тарас и Серый решают их напугать — бросают в руины старого особняка принесённый армейский взрывпакет, от которого детонирует неразорвавшийся снаряд. Взрыв уносит всех четверых в прошлое, в 1944 год.
Они приходят в себя в плену у бойцов УПА. Филатов и Васильев в форме бойцов Красной Армии, и их ждёт расстрел, а Тарасу и Серому устраивает допрос сотник Гриць (Остап Ступка). Серый, не понимая, что они попали в прошлое, рассказывает, что они находятся в 2009 году, Украина обрела независимость, и правящих коммунистов, против которых сражаются УПА, больше нет. Тарас замечает газету «До зброї», датированную январём-февралём 1944 года и выдает себя за военнослужащего дивизии «Галичина» из Львова, а заодно потихоньку объясняет Серому ситуацию. Бойцы УПА в качестве проверки предлагают Тарасу и Серому расстрелять нескольких пленных мужчин, женщин и советских солдат, заявляя — «…здесь людей нет, одни только коммуняки или те, кто им помогал». После их отказа всех пленных расстреливают, а самих ребят сталкивают в котлован к Филатову и Васильеву для расстрела.
Во время внезапно начавшегося миномётного обстрела и последовавшей атаки немцев все четверо бегут из котлована и попадают в расположение Красной Армии. Филатова и Васильева допрашивают следователи СМЕРШа лейтенант Мартынов (Кирилл Полухин) и старший лейтенант Мисюряев (Денис Карасёв), но попытка выдать себя за офицеров 102 стрелкового корпуса не удаётся. Разоружив СМЕРШовцев и захватив транспорт, все четверо начинают пробираться в расположение Дёмина.
Филатов пытается найти санбат, в котором служила Нина (Екатерина Климова), для этого он ищет майора Дёмина из 14-го батальона. Сергей встречает Нину, которая на девятом месяце беременности, отцом ребёнка является её муж Дёмин. Филатов предупреждает его о том, что ожидается прорыв немецких войск, и Дёмин просит вывезти беременную Нину.
В дороге они нарываются на немцев, а у Нины начинаются роды. Для того, чтобы вернуться в своё время, все четверо должны собраться в разрушенном особняке на высоте, за которую будет идти кровопролитный бой. Вместе с Ниной и младенцем они занимают особняк, а утром начинается атака немцев, и всем четверым — Борману, Черепу, Тарасу и Серому — приходится воевать плечом к плечу против нацистов. Во время боя их разбросало в разные стороны, Тарас, спасая ребёнка, передаёт новорождённого в санитарный обоз и возвращается обратно к особняку. Чтобы не дать захватить высоту и организовать прорыв, комбат Дёмин вызывает на себя огонь советских «Катюш». Во время артобстрела Дёмин и Нина погибают, а в особняке происходит взрыв, который уносит четверых героев обратно в будущее. Они оказываются возле особняка, где их и находят участники реконструкции. На вопрос, откуда они, Тарас отвечает: «Мы из будущего», а Серый просит дать ему мобильный телефон, чтобы позвонить маме.
В финальной сцене Сергей Филатов встречает в одном из московских кафе девушку, как две капли воды похожую на Нину. Она говорит Сергею: «Это вы меня искали? Я — Дёмина».

## Актёры и режиссёры
| Актёр             | Роль                              |
| ----------------- | --------------------------------- |
| Игорь Петренко    | Сергей Филатов «Борман»           |
| Владимир Яглыч    | Олег Васильев «Череп»             |
| Алексей Барабаш   | Тарас «Таран» Конопенко           |
| Дмитрий Ступка    | Сергей «Серый» Мельник            |
| Екатерина Климова | Нина Полякова                     |
| Владислав Резник  | майор Алексей Дёмин               |
| Денис Карасёв     | старший лейтенант Мисюряев        |
| Кирилл Полухин    | лейтенант Мартынов                |
| Иван Краско       | дед Микола                        |
| Остап Ступка      | сотник Гриць, командир отряда УПА |
| Кристина Кузьмина | Маша                              |
| Олег Жилин        | подполковник                      |
| Михаил Лукашов    | майор Терехин                     |
| Григорий Шевчук   | деревенский сумасшедший           |
| Зоя Буряк         | Клава                             |
| Наталья Суркова   | женщина в хате                    |
| Николай Бакуменко | пулемётчик                        |

Над фильмом работали пять режиссёров: Олег Погодин, Андрес Пуустусмаа, Дмитрий Воронков, Александр Самохвалов и Борис Ростов.
Данила Козловский отказался играть в фильме «Мы из будущего 2»:

Когда мне прислали сценарий, я допускал возможность, что меня это увлечет, хотя изначально был против продолжения. Тем не менее всегда оставляешь себе шанс — а вдруг? Но здесь сразу стало ясно, что это не тот случай. Передо мной был пошлый, неталантливый текст с развивающимся против всякой логики сюжетом, к тому же приправленным ксенофобией. У меня не было ни малейшего сомнения в том, участвовать ли в этой «игре»— 
На момент съёмок исполнители главных ролей Игорь Петренко и Екатерина Климова состояли в браке.

## Прокат
За первую неделю проката в России (с 18 по 24 февраля) фильм собрал 171, 5 млн рублей и стал лидером проката за выходные.. На Украине фильм был запрещён к прокату. 27 ноября 2010 года телеканал ICTV анонсировал показ этого фильма в украинском эфире, однако ввиду организованных националистами пикетов его демонстрация была отменена. Руководство канала заявило, что фильм будет показан позже и в «купированном» виде (с удалением ряда эпизодов). Это обещание было исполнено только 5 мая 2012 года.

## Отзывы и оценки
- Обозреватели в прессе невысоко оценили фильм. По данным агрегатора рецензий «Критиканство.ру», «Мы из будущего 2» получил только 3 положительных рецензии из 18, опубликованных в русскоязычных СМИ[6].
- Фильм многие критиковали за слабый и нелогичный сюжет. Василий Корецкий в журнале Time Out писал: «В том, что касается драматургии, „МИБ“ мало отличается от игры „Зарница“»[7]. Пётр Зайцев в журнале «Мир фантастики» высказался так: «Весь сценарий построен на необъяснимых условностях и постоянных „роялях в кустах“»[8] Михаил Судаков на сайте «Кино-Говно» назвал сюжет фильма «абсурдным»: по его мнению, сиквел был снят только ради денег[9]. По мнению Наталии Шмелевой из вебзина «25 кадр», события фильма напоминают «сон пошатнувшегося сознания заучившегося и провалившегося в свои фантазии героя Петренко, выдавшего желаемое за действительное»[10].
- Пропагандистский подтекст фильма тоже часто отмечали как недостаток[8][9]. По мнению Алексея Гусева из газеты «Фонтанка», фильм «заставляет тосковать по патриотическому кино. Ибо им не является».[11].
- «Интернет радио — „Голос Питера “»: «…Сценарий был полностью принят студией на ура. Но, как видно, за спиной сценариста экранная версия сценария была кардинально изменена и перередактирована. Из неё буквально вымарали все лучшее, динамичное, живое… После переработки „ушел“ саспенс, полностью поменяли концовку, смазали любовную линию до примитивизма, убрали полностью иронию и юмор… а если вы почитаете сценарий — какие живые диалоги были!!!. В фильме же актёры говорят шаблонно. Они не „живые“. По всему тексту убраны наиболее удачные моменты и заменены примитивной ерундой. Пропал фильм…» (вырезка из статьи  «90 процентов того, что не вошло в фильм — Мы из будущего 2, причина и следствие»).

## Цензура
- Министерство культуры и туризма Украины не рекомендовало фильм к показу на Украине из-за провокационного в моральном плане характера некоторых его эпизодов и разжигания этим межнациональной вражды[12][13].

## Саундтрек
| №  | Название         | Исполнитель     | Длительность |
| -- | ---------------- | --------------- | ------------ |
| 1. | «Армия»          | Ночные Снайперы | 6:43         |
| 2. | «Лети, моя душа» | Ночные Снайперы | 5:34         |
| 3. | «Бий першим»     | W.H.I.T.E       | 3:29         |
| 4. | «Роком»          | W.H.I.T.E       | 3:35         |
| 5. | «За тобою тінь»  | W.H.I.T.E       | 4:14         |
| 6. | «Така, як ти»    | Океан Ельзи     | 3:46         |
| 7. | «Вище неба»      | Океан Ельзи     | 3:59         |